# ایلگار اسماعیلوف
ایلگار اسماعیلوف (ترکی آذربایجانی: İsmayılov İlqar Sədi oğlu; ۲۹ مارس ۱۹۵۹ – ۱ اکتبر ۱۹۹۲) قهرمان ملی جمهوری آذربایجان است، که در جریان جنگ قره‌باغ کشته شد.

## زندگی‌نامه
ایلگار اسماعیلوف ۲۹ ماه مارس سال ۱۹۵۹ در شهر باکوی آذربایجان شوروی زاده شد. در سال ۱۹۶۶ به مدرسه شماره ۴۵ در باکو رفت و در سال ۱۹۷۶ فارغ‌التحصیل شد. سپس وارد دانشگاه تربیت بدنی آذربایجان شد. میان سالهای ۱۹۸۱ تا ۱۹۸۳ خدمت سربازی خود را در نیروهای مسلح شوروی گذراند.

## جنگ قره‌باغ
هنگامی که ارتش ارمنستان حملات خود به قره‌باغ کوهستانی را شروع کردند، ایلگار اسماعیلوف به صورت داوطلبانه به نیروهای مسلح جمهوری آذربایجان پیوسته و عازم جبهه شد. ۱۲۸ سرباز آذربایجانی تحت رهبری ایلگار اسماعیلوف ارتفاعات «قیزارتی» را از تصرف ارتش ارمنستان بازپس‌گرفتند. او در جریان یکی از نبردها از سوی نظامیان ارمنی کشته شد. او در خیابان شهدای باکو دفن شد.

## نشان
بر اساس فرمان شماره ۲۷۳ رئیس‌جمهوری آذربایجان مورخ ۱۹ اکتبر سال ۱۹۹۲، پس از مرگش به ایلگار اسماعیلوف نشان قهرمان ملی این کشور اهدا شد.

## گرامیداشت
- یکی از خیابانهای باکو وامدار اسم ایلگار اسماعیلوف می‌باشد.